# Droga marszu
Droga marszu − droga marszu (marszruta, trasa przemarszu) wojska lub środków transportowych określona punktami terenowymi. Dla kontroli i regulowania marszu wojsk na drogach wyznacza się punkt wyjściowy lub linie wyjściowe lub punkt wyrównania oraz czas ich przekroczenia przez czoło i ogon maszerującej kolumny.